# Osilnica
Osilnica là một khu tự quản (tiếng Slovenia: občine, số ít – občina) trong vùng Osrednjeslovenska của Slovenia. Osilnica có diện tích 36.2 km2, dân số là theo điều tra ngày 31 tháng 3 năm 2002 là 332 người. Thủ phủ khu tự quản Osilnica đóng tại Osilnica.